# Josep Rovira i Armengol
Josep Rovira i Armengol (Barcelona, 1903 - Buenos Aires, 1970) fou un escriptor i diplomàtic català. Es llicencià en dret i filosofia i lletres a la Universitat de Barcelona i el 1923 amplià estudis de dret i de llengües orientals a Múnic. Fou professor d'història de Catalunya a l'Institut de Granollers i als Estudis Universitaris Catalans. Edità els Usatges de Catalunya.
Milità en Acció Catalana, i fou nomenat cònsol a Costa Rica el 1933, on es va afiliar a la maçoneria, i ministre plenipotenciari a Berlín el 1936, però deixà el càrrec en ser perseguit per la Gestapo, i exercí el consolat a Portvendres (Rosselló) i a Marsella. En acabar la guerra civil espanyola s'exilià i va romandre al camp de concentració de Sengal, però per gestions personals d'Indalecio Prieto fou alliberat i es traslladà a Mèxic. Poc després s'establí a Montevideo (Uruguai), on hi fundà la facultat d'humanitats de la seva Universitat, i en agraïment el nomenaren representant a les Nacions Unides. Posteriorment es traslladà a Argentina, on fou membre destacat del Casal de Catalunya de Buenos Aires i col·laborà a la revista Catalunya. Alhora, traduí al castellà obres de Martin Buber, Immanuel Kant i Eckhard Unger.